# Pseudobradya pelobates
Pseudobradya pelobates är en kräftdjursart som beskrevs av Jakobi 1954. Pseudobradya pelobates ingår i släktet Pseudobradya och familjen Ectinosomatidae. Inga underarter finns listade i Catalogue of Life.